# Fondation Farefuturo
La fondation Farefuturo est une fondation italienne de culture politique, imputable à l'espace centre-droit.
Fondée en 2007 à l'instigation de Gianfranco Fini et Adolfo Urso sur la base de l'expérience de l'Observatoire parlementaire, elle a précisément pour objectif de développer une droite laïque, libérale, ouverte du côté des droits civiques et de ceux de la nouvelle citoyenneté. La collaboration avec Nicolas Sarkozy, David Cameron et José María Aznar est révélatrice d'un sentiment européaniste, incarné par le Parti Populaire Européen.

## Histoire
La fondation naît le 15 mai 2007 par le président d'alors de l'Alleanza Nazionale, Gianfranco Fini, qui sera le président de la fondation, et l'ancien vice-ministre adjoint du Commerce extérieur, Adolfo Urso, qui en sera le secrétaire général. Pour le siège de la fondation, le choix s'est porté sur l'historique palazzo Serlupi Crescenzi à Rome, qui abritait auparavant la fondation de l'Observatoire parlementaire d'Adolfo Urso dans les mêmes locaux, rénovés pour l'occasion.
Le comité de promotion, coordonné par Adolfo Urso, comptait 105 personnalités du monde de la culture, de l'économie et de l'art : le président émérite de la Cour constitutionnelle, Annibale Marini; la présidente de la Commission nationale pour l'égalité Tina Lagostena Bassi; le pro-recteur de l'École polytechnique de Milan, Giovanni Azzone; le sociologue Sabino Acquaviva; l'acteur Luca Barbareschi; la journaliste Rita dalla Chiesa et la soprano Cecilia Gasdia. Les premiers nommés sont Adolfo Urso, le directeur scientifique Alessandro Campi et le directeur du magazine Farefuturo Web, Filippo Rossi quant à lui est secrétaire général. Le but de la fondation, selon les mêmes fondateurs, n'est pas de dépasser l'AN, mais d'enrichir la droite et le centre-droit, en les repensant dans une perspective européenne, et de redonner la victoire à la Casa delle Libertà après la défaite des élections générales de 2006.
Sa fondation est également parrainée par José María Aznar du Parti populaire européen, et à la propre requête d'Aznar en septembre 2007, la fondation est invitée au meeting des fondations du PPE. En 2009, la fondation Farefuturo tisse un jumelage avec la Fundacion para el Análisis y los Estudios Sociales, la fondation d'Aznar adhérente du centre pour les études européennes.
En mai 2009, elle a été à l'origine d'un débat à droite et pas seulement,, par une intervention de la politologue Sofia Ventura contre les éléments de langage en politique,, publié sur le magazine web de Farefuturo. La polémique s'étend aussi aux colonnes de journaux étrangers. Avec la création en 2010 de Futuro e Libertà, d'abord comme groupe parlementaire puis comme parti, la fondation est restée proche des partisans de Gianfranco Fini.
Des changements importants interviennent en mars 2011 à l'intérieur de la fondation: Campi laisse la direction scientifique, et le Farefuturo Web Magazine est fermé, tandis que le nouveau président de la fondation devient Adolfo Urso,; Fini n'ayant que la présidence honoraire. Urso sort de la FLI et dès lors il y a une équidistance entre les forces du PDL, de l'UDC et du FLI, appelés à la naissance d'une section italienne du PPE.
D'un point de vue politique, ses tenants se référaient à l'origine au courant libéral de l'Alliance nationale. Avec la dissolution de l'AN dans le Popolo della Libertà, la fondation se réfère alors au courant finien du PdL, qui a fondé ensuite Futuro e Libertà per l'Italia. Depuis juillet 2011, avec le départ d'Adolfo Urso de FLI, la fondation est proche de l'association d'Urso: FareItalia. En mai 2013, le nom de Gianfranco Fini a disparu de l'organigramme de la fondation.

## Objectifs
Elle entend faire prendre conscience du patrimoine commun, de la culture, de l'art, de l'histoire et de l'environnement, du développement durable et des nouveaux droits civils, sociaux et environnementaux et développer à tous les niveaux une culture de la responsabilité et du mérite. 
Elle vise à fournir des outils et des analyses culturelles aux forces du centre-droit italien dans une logique bipartite afin de renforcer la démocratie de l'alternance, dans le cadre d'une vision européenne, méditerranéenne et occidentale.

## Direction
- Président: Gianfranco Fini (2007-2011), Adolfo Urso (2011-à présent)
- Coordinateur: Andrea Ronchi (2011-2013), Sergio Marchi (2013-à présent)
- Secrétaire général: Adolfo Urso (2007-2011), Maurizio Saia (2011-2013)
- Secrétaire administratif: Giovanni Collino (2011–2013)

## Organigramme
- Président: Sén. Adolfo Urso
- Sén. Giuseppe Basini
- Av. Giancarlo Lanna
- Amb. Giulio Terzi di Sant'Agata
- Hon. Andrea Delmastro Delle Vedove
- Sén. Franco Zaffini – secrétaire administratif

Directeurs
- Prof. Roberto Pasca di Magliano – directeur scientifique
- Doct. Chiara Moroni – directrice éditoriale
- Sénateur Giuseppe Basini – directeur des études
- Av. Kiril K. Maritchkov – directeur politique de l'immigration
- Doct. Federico Eichberg – directeur des relations internationales
- Av. Giovanni Basini – directeur de la communication et de la jeunesse
- Doct. Gabriele Guida – directeur de l'observatoire économique

Réviseurs
- Sén. Andrea De Bertoldi
- Av. Andrea Brancadoro